# Harald Schött
Harald Gerhard Schött, född 6 oktober 1861 i Motala, död 1933, var en svensk zoolog och författare.
Schött blev student vid Uppsala universitet 1881, filosofie licentiat 1891, filosofie doktor 1893, adjunkt vid allmänna läroverket i Linköping 1896 samt lektor i naturalhistoria och kemi där 1902. Hans vetenskapliga verksamhet var företrädesvis ägnad åt insekter, till vars kännedom han bidrog med ett antal avhandlingar i in- och utländska facktidskrifter.

## Skrifter (urval)
- Zur Systematik und Verbreitung palaearctischer Gollembola (1893)
- Beiträge zur Kenntniss der Insektenfauna von Kamerun (1893)
- Northamerican Apterygogenea (1896)
- Apterygota von Neu-Guinea und den Sundainseln (1901)

Historiska verk
- Skara högre allmänna läroverks naturhistoriska museum: Historik och katalog (1896)
- Östergötlands läns hushållningssällskaps historia (två delar, 1913-14), digitaliserad inom Projekt Runeberg
- Östergötlands läns landsting 1863-1912. Historik (1921)
- Linköpings Kongl. gymnasii sångsällskap genom tiderna: Historik på sällskapets 100-års-jubileum den 7 mars 1931 (1931)
- Linköpings sparbank, 1833-1933 (1933)